# Camilla Lundén
Anna Camilla Elisabeth Lundén, född 5 maj 1967 i Täby, Stockholms län, är en svensk skådespelare, friskvårdskonsulent och målare.
Lundén påbörjade sin filmkarriär i Stockholmsnatt 1987. Därefter medverkade hon i en rad filmer av Mats Helge Olsson. Mest känd är hon för sin roll som Catti i Richard Hoberts filmsvit om de sju dödssynderna. Camilla Lundén blev guldbaggenominerad 1997 för sin huvudroll i Spring för livet. Efter skådespelarkarriären har Lundén utbildat sig till friskvårdskonsulent.
Lundén började måla i 40-årsåldern och har haft flera utställningar i Sverige men även i Italien och Frankrike.
Hon har en son med drottning Silvias brorson Patrick Sommerlath. Kronprinsessan Victoria är gudmor till sonen som för övrigt ingick i brudnäbbet vid kronprinsessparets bröllop 2010.

## Filmografi
- 1987 – Lysande landning (TV-serie)
- 1987 – Stockholmsnatt
- 1988 – Fatal Secret
- 1989 – Animal Protector
- 1989 – The Mad Bunch
- 1990 – Jagad i underjorden
- 1993 – Glädjekällan
- 1994 – Händerna
- 1995 – Höst i paradiset
- 1995 – Älskar, älskar inte
- 1996 – En uppgörelse i den undre världen (kortfilm)
- 1996 – Silvermannen (TV-serie)
- 1997 – Spring för livet
- 1998 – Ögat
- 1999 – Där regnbågen slutar
- 1999 – Under tiden (kortfilm)
- 2000 – Födelsedagen
- 2000 – Labyrinten (TV-serie)
- 2000 – Ronny och Julia (TV-serie)
- 2008 – Oskyldigt dömd (TV-serie)